# Volby 2017

Mapa zemí, kde se v roce 2017 konaly nebo mají konat volby či referendum

V roce 2017 proběhly následující volby:

## Volební kalendář
| Leden                   |                           |                       |                                                                        |                                                                 |         |
| Datum                   | Země                      | Volby                 | Vítěz                                                                  | Poznámky                                                        | Ref     |
| 17. ledna               | Evropská unie             | předsedy EP           | Antonio Tajani (EPP)                                                   | předseda EP volen nepřímo parlamentem                           | [ 1 ]   |
| 22. ledna               | Francie                   | primárky PS           | Benoît Hamon / Manuel Valls                                            | prezidentské primárky Socialistické strany, 1. kolo             | [ 2 ]   |
| 22. ledna               | Jamagata                  | guvernérské           | Mieko Jošimura (DP)                                                    |                                                                 | [ 3 ]   |
| 23. ledna               | Tokelau                   | všeobecné             | nestraníci                                                             | volí se všech 20 členů Parlamentu Tokelau                       | [ 4 ]   |
| 23. ledna               | Tobago                    | parlamentní           | Lidové národní hnutí (sociální demokraté)                              | volí se všech 12 členů Sněmovny Tobaga                          | [ 5 ]   |
| 27. – 28. ledna         | Česko                     | opakované senátní     | Alena Dernerová (SD-SN)                                                | opakované volby v senátním obvodu 4 – Most                      | [ 6 ]   |
| 29. ledna               | Francie                   | primárky PS           | Benoît Hamon                                                           | prezidentské primárky Socialistické strany, 2. kolo             | [ 7 ]   |
| 29. ledna               | Haiti                     | senátní               | Haitská strana Tèt Kale (liberálové)                                   | volí se 10 z 30 členů Senátu, 2. kolo                           | [ 8 ]   |
| 29. ledna               | Gifu                      | guvernérské           | Hadžime Furuta (nez.)                                                  |                                                                 | [ 9 ]   |
| Únor                    |                           |                       |                                                                        |                                                                 |         |
| Datum                   | Země                      | Volby                 | Vítěz                                                                  | Poznámky                                                        | Ref     |
| 4. února                | Goa                       | parlamentní           | Indický národní kongres (sociální demokraté)                           | volí se všech 40 členů Zákonodárného shromáždění                | [ 10 ]  |
| 4. února                | Paňdžáb                   | parlamentní           | Indický národní kongres (sociální demokraté)                           | volí se všech 117 členů Zákonodárného shromáždění               | [ 10 ]  |
| 5. února                | Lichtenštejnsko           | parlamentní           | Pokroková občanská strana (konzervativci)                              | volí se všech 25 členů Zemského sněmu                           | [ 11 ]  |
| 8. února                | Somálsko                  | prezidentské          | Mohamed Abdullahi Mohamed (TPP)                                        | prezident volen nepřímo Federálním parlamentem                  | [ 12 ]  |
| 11. února               | Uttarpradéš               | parlamentní           | viz 7. fáze                                                            | volí se všech 403 členů Zákonodárného shromáždění, 1. fáze      |         |
| 12. února               | Turkmenistán              | prezidentské          | Gurbanguly Berdimuhamedow (TPD)                                        | prezident volen přímo občany                                    | [ 13 ]  |
| 12. února               | Německo                   | prezidentské          | Frank-Walter Steinmeier (SPD)                                          | prezident volen nepřímo Spolkovým sněmem                        | [ 14 ]  |
| 12. února               | Švýcarsko                 | referendum            | pro; proti                                                             | naturalizace imigrantů / fond infrastruktury / korporátní daně  | [ 15 ]  |
| 12. února               | Rodrigues                 | parlamentní           | Organizace rodrigueského lidu (regionalisté)                           | volí se všech 17 členů Rodrigueského regionálního shromáždění   | [ 16 ]  |
| 15. února               | Jakarta                   | guvernérské           | Basuki Tjahaja Purnama / Anies Baswedan                                | guvernér volen přímo občany, 1. kolo                            | [ 17 ]  |
| 15. února               | Uttarpradéš               | parlamentní           | viz 7. fáze                                                            | volí se všech 403 členů Zákonodárného shromáždění, 2. fáze      |         |
| 15. února               | Uttarákhand               | parlamentní           | Indická lidová strana (nacionalisté)                                   | volí se všech 70 členů Zákonodárného shromáždění                | [ 10 ]  |
| 19. února               | Ekvádor                   | prezidentské          | Lenín Moreno / Guillermo Lasso                                         | prezident volen přímo občany, 1. kolo                           | [ 18 ]  |
| 19. února               | Ekvádor                   | parlamentní           | Aliance PAIS (socialisté)                                              | volí se všech 137 členů Národního shromáždění                   | [ 19 ]  |
| 19. února               | Ekvádor                   | referendum            | pro                                                                    | zákaz využívání daňových rájů pro politiky                      | [ 19 ]  |
| 19. února               | Uttarpradéš               | parlamentní           | viz 7. fáze                                                            | volí se všech 403 členů Zákonodárného shromáždění, 3. fáze      |         |
| 20. února               | Arcach                    | referendum            | pro                                                                    | schválení nové ústavy                                           | [ 20 ]  |
| 21. února               | Marshallovy ostrovy       | ústavního konventu    | nestraníci                                                             |                                                                 |         |
| 23. února               | Uttarpradéš               | parlamentní           | viz 7. fáze                                                            | volí se všech 403 členů Zákonodárného shromáždění, 4. fáze      |         |
| 24. února               | Džibutsko                 | komunální             |                                                                        |                                                                 |         |
| 25. února               | Česko                     | vedení ANO            | Andrej Babiš                                                           | vedení voleno delegáty na celostátním sjezdu strany             | [ 21 ]  |
| 27. února               | Uttarpradéš               | parlamentní           | viz 7. fáze                                                            | volí se všech 403 členů Zákonodárného shromáždění, 5. fáze      |         |
| Březen                  |                           |                       |                                                                        |                                                                 |         |
| Datum                   | Země                      | Volby                 | Vítěz                                                                  | Poznámky                                                        | Ref     |
| 2. března               | Severní Irsko             | parlamentní           | Demokratická unionistická strana (konzervativci)                       | volí se všech 90 členů Severoirského shromáždění                | [ 22 ]  |
| 4. března               | Uttarpradéš               | parlamentní           | viz 7. fáze                                                            | volí se všech 403 členů Zákonodárného shromáždění, 6. fáze      |         |
| 4. března               | Manípur                   | parlamentní           | viz 2. fáze                                                            | volí se všech 60 členů Zákonodárného shromáždění, 1. fáze       |         |
| 7. března               | Mikronésie                | parlamentní           | nestraníci                                                             | volí se všech 15 členů Kongresu                                 | [ 23 ]  |
| 7. března               | Mikronésie                | referendum            | pro                                                                    | zrušení zákazu dvojího občanství                                | [ 24 ]  |
| 8. března               | Uttarpradéš               | parlamentní           | Indická lidová strana (nacionalisté)                                   | volí se všech 403 členů Zákonodárného shromáždění, 7. fáze      | [ 25 ]  |
| 8. března               | Manípur                   | parlamentní           | Indický národní kongres (sociální demokraté)                           | volí se všech 60 členů Zákonodárného shromáždění, 2. fáze       | [ 10 ]  |
| 10. března              | Česko                     | vedení ČSSD           | Bohuslav Sobotka                                                       | vedení voleno delegáty na celostátním sjezdu strany             | [ 26 ]  |
| 11. března              | Západní Austrálie         | státní                | Australská strana práce (sociální demokraté)                           | volí se všech 95 členů obou komor Parlamentu                    | [ 27 ]  |
| 12. března              | Abcházie                  | parlamentní           | nestraníci                                                             | 1. kolo, volí se 12 z 35 členů Abchazského lidového shromáždění | [ 28 ]  |
| 13. března              | Maďarsko                  | prezidentské          | János Áder (Fidesz)                                                    | prezident volen nepřímo parlamentem                             | [ 29 ]  |
| 15. března              | Nizozemsko                | parlamentní           | Lidová strana pro svobodu a demokracii (liberálové)                    | volí se všech 150 čelenů Druhé komory                           | [ 30 ]  |
| 19. března              | Svatý Martin              | teritoriální          | Tým Gibbs 2017 (konzarvativci)                                         | volí se 23 členů Teritoriální rady                              | [ 31 ]  |
| 19. března              | Saint Pierre a Miquelon   | teritoriální          | Souostroví Zítřek (konzervativci)                                      | volí se 19 členů Teritoriální rady                              | [ 32 ]  |
| 19. března              | Svatý Bartoloměj          | teritoriální          | Svatý Bartoloměj především (konzervativci)                             | volí se 19 členů Teritoriální rady                              | [ 33 ]  |
| 20. března              | Východní Timor            | prezidentské          | Francisco Guterres (FRETILIN)                                          | prezident volen přímo občany                                    | [ 34 ]  |
| 26. března              | Bulharsko                 | parlamentní           | Občané za evropský rozvoj Bulharska (konzervativci)                    | volí se všech 240 členů Národního shromáždění                   | [ 35 ]  |
| 26. března              | Abcházie                  | parlamentní           | nestraníci                                                             | 2. kolo, volí se 22 z 35 členů Abchazského lidového shromáždění |         |
| 26. března              | Wallis a Futuna           | teritoriální          | Společně pro lepší budoucnost                                          | volí se 20 členů Teritoriální rady                              | [ 36 ]  |
| 26. března              | Hongkong                  | šéfa administrativy   | Carrie Lamová (nez.)                                                   | šéf administrativy volen 1194člennou Volební komisí             | [ 37 ]  |
| 26. března              | Sársko                    | zemské                | Křesťanskodemokratická unie (křesťanští demokraté)                     | volí se všech 51 členů Zemského sněmu                           | [ 38 ]  |
| 26. března              | Čiba                      | guvernérské           | Kensaku Morita (nez.)                                                  | guvernér volen přímo občany                                     | [ 39 ]  |
| Duben                   |                           |                       |                                                                        |                                                                 |         |
| Datum                   | Země                      | Volby                 | Vítěz                                                                  | Poznámky                                                        | Ref     |
| 1. dubna                | Myanmar (Barma)           | doplňovací            | Národní liga pro demokracii (demokratičtí socialisté)                  | volí se 9 členů dolní a 3 členové horní komory Parlamentu       | [ 40 ]  |
| 2. dubna                | Arménie                   | parlamentní           | Republikánská strana Arménie (konzervativci)                           | volí se všech 131 členů Národního shromáždění                   | [ 41 ]  |
| 2. dubna                | Ekvádor                   | prezidentské          | Lenín Moreno (PAIS)                                                    | prezident volen přímo občany, 2. kolo                           | [ 42 ]  |
| 2. dubna                | Srbsko                    | prezidentské          | Aleksandar Vučić (SNS)                                                 | prezident volen přímo občany                                    | [ 43 ]  |
| 4. dubna                | Grónsko                   | komunální             | Siumut (sociální demokraté)                                            |                                                                 | [ 44 ]  |
| 6. dubna                | Gambie                    | parlamentní           | Sjednocená demokratická strana (sociální demokraté)                    | volí se všech 53 členů Národního shromáždění                    | [ 45 ]  |
| 9. dubna                | Jižní Osetie              | prezidentské          | Anatolij Bibilov (Jednotná Osetie)                                     | prezident volen přímo občany                                    | [ 46 ]  |
| 9. dubna                | Jižní Osetie              | referendum            | pro                                                                    | změna názvu na "Jižní Osetie-Alanie"                            | [ 47 ]  |
| 9. dubna                | Finsko                    | komunální             | Národní koaliční strana (liberální konzervativci)                      | volí se 297 obecních zastupitelstev                             | [ 48 ]  |
| 9. dubna                | Akita                     | guvernérské           | Norihisa Satake (nez.)                                                 |                                                                 | [ 49 ]  |
| 16. dubna               | Turecko                   | referendum            | pro                                                                    | zavedení prezidentského systému                                 | [ 50 ]  |
| 19. dubna               | Jakarta                   | guvernérské           | Anies Baswedan (Gerindra)                                              | guvernér volen přímo občany, 2. kolo                            | [ 51 ]  |
| 19. – 28. dubna         | Albánie                   | prezidentské          | Ilir Meta (LSI)                                                        | prezident volen nepřímo Parlamentem                             | [ 52 ]  |
| 23. dubna               | Francie                   | prezidentské          | Emmanuel Macron / Marine Le Penová                                     | prezident volen přímo občany, 1. kolo                           | [ 53 ]  |
| 28. dubna               | Curaçao                   | parlamentní           | Strana pro restrukturalizované Antily (liberálové)                     | volí se všech 21 členů Parlamentu Curaçaa                       | [ 54 ]  |
| Květen                  |                           |                       |                                                                        |                                                                 |         |
| Datum                   | Země                      | Volby                 | Vítěz                                                                  | Poznámky                                                        | Ref     |
| 3. května               | Galmudug                  | prezidentské          | Ahmed Du’alle Geelle Haaf                                              | prezident volen nepřímo Parlamentem                             | [ 55 ]  |
| 4. května               | Alžírsko                  | parlamentní           | Fronta národního osvobození (socialisté)                               | volí se všech 462 členů Lidového národního shromáždění          | [ 56 ]  |
| 4. května               | Alžírsko                  | komunální             |                                                                        |                                                                 |         |
| 4. května               | Spojené království        | místní                | Konzervativní strana (konzervativci)                                   | volí se 88 rad hrabství                                         | [ 57 ]  |
| 6. května               | Niue                      | parlamentní           | nezávislí                                                              | volí se všech 20 členů Shromáždění Niue                         | [ 58 ]  |
| 6. května               | Tasmánie                  | zákonodárné rady      | nezávislí                                                              | volí se 3 z 15 křesel v Tasmánské zákonodárné radě              | [ 59 ]  |
| 7. května               | Francie                   | prezidentské          | Emmanuel Macron (EM!)                                                  | prezident volen přímo občany, 2. kolo                           | [ 60 ]  |
| 7. května               | Šlesvicko-Holštýnsko      | zemské                | Křesťanskodemokratická unie (křesťanští demokraté)                     | volí se všech 69 členů Zemského sněmu                           | [ 61 ]  |
| 9. května               | Jižní Korea               | prezidentské          | Mun Če-in (Demokraté)                                                  | prezident volen přímo občany                                    | [ 62 ]  |
| 9. května               | Britská Kolumbie          | provinční             | Liberální strana Britské Kolumbie (liberálové)                         | volí se všech 85 členů Zákonodárného shromáždění                |         |
| 10. května              | Bahamy                    | parlamentní           | Svobodné národní hnutí (konzervativci)                                 | volí se všech 38 členů Poslanecké sněmovny                      | [ 63 ]  |
| 13. května              | Palestina                 | komunální             | nezávislí                                                              | volí se 326 místních orgánů                                     | [ 64 ]  |
| 14. května              | Severní Porýní-Vestfálsko | zemské                | Křesťanskodemokratická unie (křesťanští demokraté)                     | volí se všech 181 členů Zemského sněmu                          | [ 65 ]  |
| 14. května              | Jerevan                   | komunální             | Republikánská strana Arménie (konzervativci)                           | volí se všech 65 křesel v Městské radě Jerevanu                 | [ 66 ]  |
| 14. května              | Nepál                     | komunální             | viz 3. fáze                                                            | 1. fáze                                                         |         |
| 19. května              | Írán                      | prezidentské          | Hasan Rúhání (MDP)                                                     | prezident volen přímo občany                                    | [ 67 ]  |
| 19. května              | Írán                      | komunální             | Íránští reformisté (islámští demokraté)                                |                                                                 |         |
| 19. května              | Chorvatsko                | komunální             | Chorvatské demokratické společenství (konzervativci)                   |                                                                 | [ 68 ]  |
| 21. května              | Švýcarsko                 | referendum            | pro                                                                    | schválení zákona o nové energetické strategii                   | [ 69 ]  |
| 24. května              | Kajmanské ostrovy         | parlamentní           | Lidové pokrokové hnutí (sociální demokraté)                            | volí se všech 18 členů Zákonodárného shromáždění                | [ 70 ]  |
| 27. května              | Česko                     | vedení KDU-ČSL        | Pavel Bělobrádek                                                       | vedení voleno delegáty na celostátním sjezdu strany             | [ 71 ]  |
| 30. května              | Nové Skotsko              | provinční             | Liberální strana Kanady (liberálové)                                   | volí se všech 51 členů Poslanecké sněmovny                      |         |
| Červen                  |                           |                       |                                                                        |                                                                 |         |
| Datum                   | Země                      | Volby                 | Vítěz                                                                  | Poznámky                                                        | Ref     |
| 3. června               | Malta                     | parlamentní           | Labouristická strana (sociální demokraté)                              | volí se všech 65 členů Parlamentu Malty                         | [ 72 ]  |
| 3. června               | Lotyšsko                  | komunální             |                                                                        |                                                                 |         |
| 3. června               | Lesotho                   | parlamentní           | Všebasothský konvent (sociální demokraté)                              | volí se všech 120 členů Národního shromáždění                   | [ 73 ]  |
| 4. června               | Kambodža                  | komunální             | Kambodžská lidová strana (socialisté)                                  | volí se 11 572 místních zastupitelů                             | [ 74 ]  |
| 4. června               | Coahuila                  | guvernérské           | Miguel Riquelme Solís (PRI)                                            | guvernér volen přímo občany                                     |         |
| 4. června               | Nayarit                   | guvernérské           | Antonio Echevarría García (PAN)                                        | guvernér volen přímo občany                                     | [ 75 ]  |
| 4. června               | México                    | guvernérské           | Alfredo del Mazo Maza (PRI)                                            | guvernér volen přímo občany                                     |         |
| 8. června               | Spojené království        | parlamentní           | Konzervativní strana (konzervativci)                                   | volí se všech 650 členů Dolní sněmovny                          | [ 76 ]  |
| 11. června              | Francie                   | legislativní          | viz 2. kolo                                                            | volí se všech 577 členů Národního shromáždění, 1. kolo          |         |
| 11. června              | Kosovo                    | parlamentní           | Demokratická strana Kosova (nacionalisté)                              | volí se všech 120 členů Parlamentního shromáždění Kosova        | [ 77 ]  |
| 11. června              | Portoriko                 | referendum            | pro                                                                    | připojení Portorika k USA                                       | [ 78 ]  |
| 11. června              | Itálie                    | komunální             | viz 2. kolo                                                            | 1. kolo                                                         |         |
| 14. června              | Nepál                     | komunální             | viz 3. fáze                                                            | 2. fáze                                                         |         |
| 18. června              | Francie                   | legislativní          | En Marche! (liberálové)                                                | volí se všech 577 členů Národního shromáždění, 2. kolo          | [ 79 ]  |
| 24. června– 8. července | Papua Nová Guinea         | parlamentní           | Lidový národní kongres                                                 | volí se všech 111 členů Národního parlamentu                    |         |
| 25. června              | Albánie                   | parlamentní           | Socialistická strana Albánie (sociální demokraté)                      | volí se všech 140 členů Parlamentu                              | [ 80 ]  |
| 25. června              | Itálie                    | komunální             | Demokratická strana (sociální demokraté)                               | 2. kolo                                                         |         |
| 25. června              | Šizuoka                   | guvernérské           | Heita Kawakacu (nez.)                                                  |                                                                 | [ 81 ]  |
| 26. června              | Mongolsko                 | prezidentské          | Chaltmágín Battulga (DP) / Mijégombyn Enchbold (MPP)                   | 1. kolo, prezident volen přímo občany                           | [ 82 ]  |
| 28. června              | Kazachstán                | senátní               | nestraníci                                                             | nepřímo se volí 1/2 senátorů                                    |         |
| Červenec                |                           |                       |                                                                        |                                                                 |         |
| Datum                   | Země                      | Volby                 | Vítěz                                                                  | Poznámky                                                        | Ref     |
| 2. července             | Tokio                     | prefekturní           | Občané Tokia na prvním místě (populisté)                               | volí se všech 127 členů Metropolitního shromáždění Tokia        | [ 83 ]  |
| 2. července             | Hjógo                     | guvernérské           | Tošizó Ido (nez.)                                                      |                                                                 | [ 84 ]  |
| 3. července             | Vanuatu                   | prezidentské          | viz 2.–4. kolo                                                         | prezident volen nepřímo parlamentem, 1. kolo                    |         |
| 5. července             | Samoa                     | prezidentské          | Va'aletoa Sualauvi II. (nez.)                                          | prezident volen nepřímo parlamentem                             | [ 85 ]  |
| 5. – 6. července        | Vanuatu                   | prezidentské          | Tallis Obed Moses (nez.)                                               | prezident volen nepřímo parlamentem, 2., 3. a 4. kolo           | [ 86 ]  |
| 7. července             | Mongolsko                 | prezidentské          | Chaltmágín Battulga (DP)                                               | 2. kolo, prezident volen přímo občany                           | [ 87 ]  |
| 16. července            | Konžská republika         | parlamentní           | Konžská strana práce (socialisté)                                      | 1. kolo, volí se všech 151 členů Národního shromáždění          | [ 88 ]  |
| 16. července            | Konžská republika         | komunální             |                                                                        | 1. kolo                                                         |         |
| 16. července            | Venezuela                 | referendum            | pro; pro                                                               | odmítnutí Ústavního shromáždění, podpora ústavy, okamžité volby | [ 89 ]  |
| 17. července            | Indie                     | prezidentské          | Rám Náth Kóvind (BJP)                                                  | prezident volen nepřímo parlamentem                             | [ 90 ]  |
| 18. července            | Bermudy                   | parlamentní           | Pokroková strana práce (sociální demokraté)                            | volí se všech 36 členů Poslanecké sněmovny                      | [ 91 ]  |
| 19. července            | Arcach                    | prezidentské          | Bako Sahakjan (nez.)                                                   | prezident volen nepřímo parlamentem                             | [ 92 ]  |
| 22. července            | Východní Timor            | parlamentní           | FRETILIN (socialisté)                                                  | volí se všech 65 členů Národního parlamentu                     | [ 93 ]  |
| 26. července            | Svatá Helena              | parlamentní           | nestraníci                                                             | volí se 12 členů Zákonodárného shromáždění                      | [ 94 ]  |
| 27. července            | Kuvajt                    | komunální             |                                                                        |                                                                 |         |
| 30. července            | Senegal                   | parlamentní           | Aliance pro republiku (liberálové)                                     | volí se všech 165 členů Národního shromáždění                   | [ 95 ]  |
| 30. července            | Konžská republika         | parlamentní           | Konžská strana práce (socialisté)                                      | 2. kolo, volí se všech 151 členů Národního shromáždění          | [ 88 ]  |
| 30. července            | Konžská republika         | komunální             |                                                                        | 2. kolo                                                         |         |
| 30. července            | Venezuela                 | ústavního shromáždění |                                                                        | nepřímé                                                         |         |
| Srpen                   |                           |                       |                                                                        |                                                                 |         |
| Datum                   | Země                      | Volby                 | Vítěz                                                                  | Poznámky                                                        | Ref     |
| 4. srpna                | Rwanda                    | prezidentské          | Paul Kagame (FPR)                                                      | prezident volen přímo občany                                    | [ 96 ]  |
| 5. srpna                | Mauritánie                | referendum            | pro; pro                                                               | ústavní reforma, změna státních symbolů                         | [ 97 ]  |
| 8. srpna                | Keňa                      | prezidentské          | Uhuru Kenyatta (JPK)                                                   | prezident volen přímo občany, volby zneplatněny                 | [ 98 ]  |
| 8. srpna                | Keňa                      | sněmovní              | Jubilejní strana Keni (konzervativci)                                  | volí se všech 67 členů Senátu                                   | [ 99 ]  |
| 8. srpna                | Keňa                      | senátní               | Jubilejní strana Keni (konzervativci)                                  | volí se 348 členů Národního shromáždění                         | [ 100 ] |
| 8. srpna                | Keňa                      | komunální             |                                                                        |                                                                 |         |
| 15. srpna               | Jordánsko                 | komunální             |                                                                        |                                                                 |         |
| 23. srpna               | Angola                    | parlamentní           | MPLA (socialisté)                                                      | volí se všech 220 členů Národního shromáždění                   | [ 101 ] |
| 23. srpna               | Angola                    | komunální             |                                                                        |                                                                 |         |
| 27. srpna               | Ibaraki                   | guvernérské           |                                                                        |                                                                 |         |
| 31. srpna               | Konžská republika         | senátní               | Konžská strana práce (socialisté)                                      | nepřímo se volí 1/2 senátorů                                    | [ 102 ] |
| Září                    |                           |                       |                                                                        |                                                                 |         |
| Datum                   | Země                      | Volby                 | Vítěz                                                                  | Poznámky                                                        | Ref     |
| 10. září                | Rusko                     | regionální            | Jednotné Rusko (konzervativci)                                         | volí se členové 6 regionálních parlamentů                       |         |
| 10. září                | Rusko                     | gubernátorské         | Jednotné Rusko (konzervativci)                                         | volí se gubernátoři v 17 federálních subjektech                 | [ 103 ] |
| 11. září                | Norsko                    | parlamentní           | Norská strana práce (sociální demokraté)                               | volí se všech 169 členů Stortingu                               | [ 104 ] |
| 13. září                | Singapur                  | prezidentské          | Halimah Yacobová (nez.)                                                | po vyřazení protikandidátů jmenována do úřadu bez voleb         | [ 105 ] |
| 17. září                | Macao                     | parlamentní           | Svaz Macao-Guangdong (pro-Peking)                                      | volí se 33 členů Zákonodárného shromáždění                      | [ 106 ] |
| 18. září                | Nepál                     | komunální             | Komunistická strana Nepálu (sjednocení marxisté-leninisté) (komunisté) | 3. fáze                                                         |         |
| 22. září                | Aruba                     | parlamentní           | Arubská lidová strana (křesťanští demokraté)                           | volí se 21 členů Stavů                                          | [ 107 ] |
| 22. září                | Rojava                    | komunální             |                                                                        |                                                                 |         |
| 23. září                | Nový Zéland               | parlamentní           | Národní strana Nového Zélandu (konzervativci)                          | volí se všech 120 členů Sněmovny reprezentantů                  | [ 108 ] |
| 24. září                | Francie                   | senátní               | Republikáni (konzervativci)                                            | volí se nepřímo 1/3 senátorů                                    | [ 109 ] |
| 24. září                | Německo                   | parlamentní           | Křesťanskodemokratická unie (křesťanští demokraté)                     | volí se 598 členů Spolkového sněmu                              | [ 110 ] |
| 24. září                | Švýcarsko                 | referendum            | pro; proti; proti                                                      | bezpečnost potravin, financování důchodů, penzijní reforma      | [ 111 ] |
| 24. září                | Moldavsko                 | referendum            |                                                                        |                                                                 |         |
| 25. září                | Irácký Kurdistán          | referendum            | pro                                                                    | referendum o nezávislosti Iráckého Kurdistánu                   | [ 112 ] |
| 30. září                | Lesotho                   | komunální             |                                                                        |                                                                 |         |
| Říjen                   |                           |                       |                                                                        |                                                                 |         |
| Datum                   | Země                      | Volby                 | Vítěz                                                                  | Poznámky                                                        | Ref     |
| 1. října                | Katalánsko                | referendum            | pro                                                                    | referendum o nezávislosti Katalánska                            | [ 113 ] |
| 1. října                | Portugalsko               | komunální             | Socialistická strana (socialisté)                                      |                                                                 | [ 114 ] |
| 8. října                | Lucembursko               | komunální             | Křesťanskosociální lidová strana (křesťanští demokraté)                |                                                                 | [ 115 ] |
| 8. října                | Jižní region (Brazílie)   | referendum            | pro                                                                    | referendum o nezávislosti Jižního regionu                       | [ 116 ] |
| 10. října               | Libérie                   | prezidentské          | George Weah (CDC) / Joseph Boakai (UP)                                 | 1. kolo                                                         | [ 117 ] |
| 10. října               | Libérie                   | parlamentní           | Koalice pro demokratickou změnu (nacionalisté)                         | volí se všech 73 členů Sněmovny reprezentantů                   | [ 117 ] |
| 15. října               | Rakousko                  | parlamentní           | Rakouská lidová strana (křesťanští demokraté)                          | volí se 183 členů Národní rady                                  | [ 118 ] |
| 15. října               | Kyrgyzstán                | prezidentské          | Sooronbaj Žeenbekov (SDPK)                                             | prezident volen přímo občany                                    | [ 119 ] |
| 15. října               | Dolní Sasko               | zemské                | Sociálnědemokratická strana Německa (sociální demokraté)               | volí se 137 členů Zemského sněmu                                | [ 120 ] |
| 15. října               | Estonsko                  | komunální             | Estonská strana středu (centristé)                                     |                                                                 | [ 121 ] |
| 15. října               | Venezuela                 | regionální            | Velký vlastenecký pól (socialisté)                                     |                                                                 | [ 122 ] |
| 15. října               | Makedonie                 | komunální             | Sociálnědemokratický svaz Makedonie (sociální demokraté)               | 1. kolo                                                         |         |
| 15. října               | Tyrolsko                  | referendum            | proti                                                                  | referendum o olympijských hrách 2026 v Innsbrucku               | [ 123 ] |
| 20. – 21. října         | Česko                     | sněmovní              | ANO 2011 (populisté)                                                   | volí se všech 200 členů Poslanecké sněmovny                     | [ 124 ] |
| 21. října               | Gruzie                    | komunální             | Gruzínský sen (populisté)                                              |                                                                 |         |
| 21. října               | Vánoční ostrov            | parlamentní           |                                                                        |                                                                 |         |
| 21. října               | Kokosové ostrovy          | parlamentní           |                                                                        |                                                                 |         |
| 22. října               | Argentina                 | sněmovní              | Cambiemos (liberálové)                                                 | volí se 127 z 257 členů Poslanecké sněmovny                     | [ 125 ] |
| 22. října               | Argentina                 | senátní               | Cambiemos (liberálové)                                                 | volí se 24 ze 72 členů Senátu                                   | [ 126 ] |
| 22. října               | Slovinsko                 | prezidentské          | Borut Pahor (nez.) / Marjan Šarec (LMŠ)                                | 1. kolo                                                         | [ 127 ] |
| 22. října               | Benátsko                  | referendum            | pro                                                                    | posílení autonomie regionu                                      | [ 128 ] |
| 22. října               | Lombardie                 | referendum            | pro                                                                    | posílení autonomie regionu                                      | [ 129 ] |
| 22. října               | Japonsko                  | parlamentní           | Liberální demokratická strana (konzervativci)                          | volí se všech 465 členů Sněmovny reprezentantů                  | [ 130 ] |
| 22. října               | Kuba                      | komunální             |                                                                        |                                                                 |         |
| 22. října               | Mijagi                    | guvernérské           |                                                                        |                                                                 |         |
| 22. října               | Kosovo                    | komunální             |                                                                        | 1. kolo                                                         |         |
| 23. října               | Filipíny                  | komunální             |                                                                        |                                                                 |         |
| 26. října               | Keňa                      | prezidentské          | Uhuru Kenyatta (JPK)                                                   | opakované volby z 8. srpna                                      | [ 131 ] |
| 28. října               | Island                    | parlamentní           | Strana nezávislosti (konzervativci)                                    | volí se všech 63 členů Althingu                                 | [ 132 ] |
| Listopad                |                           |                       |                                                                        |                                                                 |         |
| Datum                   | Země                      | Volby                 | Vítěz                                                                  | Poznámky                                                        | Ref     |
| 4. listopadu            | Slovensko                 | krajské               | pravicové koalice                                                      | volí se župani a zastupitelstva ve všech osmi krajích           | [ 133 ] |
| 5. listopadu            | Sicílie                   | regionální            | Středopravicová koalice (konzervativci)                                | volí se všech 70 členů Sicilského regionálního shromáždění      | [ 134 ] |
| 7. listopadu            | Virginie                  | guvernérské           | Ralph Northam (D)                                                      | guvernér volen přímo občany                                     | [ 135 ] |
| 7. listopadu            | New Jersey                | guvernérské           | Phil Murphy (D)                                                        | guvernér volen přímo občany                                     | [ 135 ] |
| 7. listopadu            | Severní Mariany           | guvernérské           |                                                                        |                                                                 |         |
| 7. listopadu            | Severní Mariany           | parlamentní           |                                                                        |                                                                 |         |
| 9. listopadu            | Falklandy                 | parlamentní           | nestraníci                                                             | volí se 8 členů Zákonodárného shromáždění                       | [ 136 ] |
| 9. listopadu            | Himáčalpradéš             | parlamentní           | Indická lidová strana (nacionalisté)                                   | volí se všech 68 členů Zákonodárného shromáždění                | [ 137 ] |
| 12. listopadu           | Slovinsko                 | prezidentské          | Borut Pahor (nez.)                                                     | 2. kolo, prezident volen přímo občany                           | [ 138 ] |
| 12. listopadu           | Rovníková Guinea          | sněmovní              | Demokratická strana Rovníkové Guineje (nacionalisté)                   | volí se všech 100 členů Poslanecké sněmovny                     | [ 139 ] |
| 12. listopadu           | Rovníková Guinea          | senátní               | Demokratická strana Rovníkové Guineje (nacionalisté)                   | volí se všech 70 členů Senátu                                   | [ 139 ] |
| 12. listopadu           | Rovníková Guinea          | komunální             |                                                                        |                                                                 |         |
| 12. listopadu           | Hirošima                  | guvernérské           |                                                                        |                                                                 |         |
| 13. listopadu           | Somaliland                | prezidentské          | Muse Bihi Abdi (KULMIYE)                                               | prezident volen přímo občany                                    | [ 140 ] |
| 16. listopadu           | Tonga                     | parlamentní           | Demokratická strana přátelských ostrovů (reformisté)                   | volí se 17 z 26 členů Zákonodárného shromáždění                 | [ 141 ] |
| 18. listopadu           | Anambra                   | guvernérské           |                                                                        |                                                                 |         |
| 19. listopadu           | Chile                     | prezidentské          | Sebastián Piñera (Chile Vamos) / Alejandro Guillier (Nueva Mayoría)    | 1. kolo, prezident volen přímo občany                           | [ 142 ] |
| 19. listopadu           | Chile                     | sněmovní              | Chile Vamos (konzervativci)                                            | volí se všech 155 členů Poslanecké sněmovny                     | [ 143 ] |
| 19. listopadu           | Chile                     | senátní               | Chile Vamos (konzervativci)                                            | volí se všech 43 členů Senátu                                   | [ 143 ] |
| 19. listopadu           | Chile                     | regionální            | Chile Vamos (konzervativci)                                            | volí se 278 regionálních zastupitelů                            | [ 143 ] |
| 19. listopadu           | Kosovo                    | komunální             |                                                                        | 2. kolo                                                         |         |
| 21. listopadu           | Dánsko                    | komunální             | Sociální demokraté (sociální demokraté)                                | volí se regionální a obecní zastupitelstva                      | [ 144 ] |
| 25. listopadu           | Queensland                | parlamentní           | Australská strana práce (sociální demokraté)                           | volí se 93 členů Zákonodárného shromáždění                      | [ 145 ] |
| 26. listopadu           | Honduras                  | parlamentní           | Národní strana Hondurasu (konzervativci)                               | volí se všech 128 členů Národního kongresu                      | [ 146 ] |
| 26. listopadu           | Honduras                  | prezidentské          | Juan Orlando Hernández (PNH)                                           | prezident volen přímo občany                                    | [ 147 ] |
| 26. listopadu           | Honduras                  | komunální             |                                                                        |                                                                 |         |
| 26. listopadu           | Nepál                     | parlamentní           | viz 2. fáze                                                            | 1. fáze, volí se všech 275 členů Sněmovny reprezentantů         |         |
| 26. listopadu           | Mali                      | regionální            |                                                                        |                                                                 |         |
| Prosinec                |                           |                       |                                                                        |                                                                 |         |
| Datum                   | Země                      | Volby                 | Vítěz                                                                  | Poznámky                                                        | Ref     |
| 3. prosince             | Korsika                   | parlamentní           | viz 2. kolo                                                            | 1. kolo, volí se všech 63 členů Korsického shromáždění          |         |
| 7. prosince             | Nepál                     | parlamentní           | Komunistická strana Nepálu (sjednocení marxisté-leninisté) (komunisté) | 2. fáze, volí se všech 275 členů Sněmovny reprezentantů         | [ 148 ] |
| 9. prosince             | Gudžarát                  | parlamentní           | viz 2. fáze                                                            | 1. fáze, volí se všech 182 členů Zákonodárného shromáždění      |         |
| 10. prosince            | Korsika                   | parlamentní           | Pè a Corsica (nacionalisté)                                            | 2. kolo                                                         | [ 149 ] |
| 10. prosince            | Venezuela                 | komunální             | Velký vlastenecký pól (socialisté)                                     |                                                                 |         |
| 14. prosince            | Gudžarát                  | parlamentní           | Indická lidová strana (nacionalisté)                                   | 2. fáze, volí se všech 182 členů Zákonodárného shromáždění      | [ 150 ] |
| 17. prosince            | Chile                     | prezidentské          | Sebastián Piñera (Chile Vamos)                                         | 2. kolo, prezident volen přímo občany                           | [ 151 ] |
| 17. prosince            | Katalánsko                | parlamentní           | Ciudadanos (liberálové)                                                | volí se všech 135 členů Parlamentu Katalánska                   | [ 152 ] |
| 26. prosince            | Libérie                   | prezidentské          | George Weah (CDC)                                                      | 2. kolo, prezident volen přímo občany                           | [ 153 ] |